# Erythroxylum longipes
Erythroxylum longipes är en tvåhjärtbladig växtart som beskrevs av Otto Eugen Schulz. Erythroxylum longipes ingår i släktet Erythroxylum och familjen Erythroxylaceae. Inga underarter finns listade i Catalogue of Life.